# Usine à neutrinos
Les usines à neutrinos sont des projets de sources intenses de neutrinos qui seraient utilisées pour étudier l'oscillation de leurs saveurs et leurs interactions avec la matière. La source des neutrinos serait la désintégration de muons accélérés puis envoyés dans un anneau de stockage. Les problématiques techniques autour de ces projets sont proches de celles d'un Collisionneur à muon.

## Objectifs
Grâce à la production d'un faisceau intense de neutrinos muoniques et électroniques, ces complexes d'accélérateurs permettrait des avancées majeures dans l'étude des neutrinos et de leurs interactions. On peut citer en particulier comme objectifs scientifiques les points suivant !
- l'étude à haute précision des paramètres d'oscillation des neutrinos, en particulier ceux reliés aux neutrinos électroniques ;
- la recherche de nouvelles interactions pour les neutrinos, au-delà de celles prédites par le Modèle standard de la physique des particules ;
- la recherche de neutrinos stériles et de matière noire légère.

## Éléments de conception
Un faisceau intense de protons est envoyé sur une cible. Les pions ainsi créés sont collectés et se désintègrent en muons et neutrinos dans un canal de décroissance. Ces derniers ne sont pas directement utilisés, à l'inverse des faisceaux de neutrinos actuels, comme ceux utilisé dans les expériences T2K ou OPERA par exemple. À la place, les muons sont ensuite accélérés et envoyés dans un anneau de décroissance où ils se désintègrent à leur tour en neutrinos,.
Cette approche en deux étapes permettrait de former des faisceaux de neutrinos plus focalisés et intenses. Les muons se désintégrant au repos en 2.2 μs, leur stockage dans un anneau nécessite à la fois une accélération et une collimation rapide du faisceau. Cela requièrt de former des paquets de muons partageant la même énergie et se déplaçant dans la même direction. Ce "refroidissement 6D" des muons a été par exemple étudié par l'expérience International Muon Ionization Cooling Experiment (en) (MICE). Une approche alternative de production de muons, basée sur des collisions électron-positron est le Low Emittance Muon Accelerator (LEMMA).